# Amargasuchus
Amargasuchus – wymarły rodzaj gada z grupy krokodylomorfów, członek enigmatycznej rodziny Trematochampsidae. Skamieniałości znaleziono w argentyńskiej La Amarga Formation. Datuje się je na barrem i apt wczesnej kredy.
Zamieszkiwał środowisko lądowe w basenie Neuquén odpowiadającym dzisiejszej prowincji Neuquén. Teren ten obfitował w rzeki roztokowe, jeziora i równiny aluwialne. Zamieszkiwały go także zauropody, abelizauroidy i stegozaury.
Epitet gatunkowy oznacza po łacinie "mniejszy".